# Айронвуд (Мічиган)
Айронвуд (англ. Ironwood) — місто (англ. city) в США, в окрузі Гогібік штату Мічиган. Населення — 5045 осіб (2020).

## Географія
Айронвуд розташований за координатами 46°27′10″ пн. ш. 90°9′1″ зх. д. / 46.45278° пн. ш. 90.15028° зх. д. (46.452750, -90.150179).  За даними Бюро перепису населення США в 2010 році місто мало площу 16,63 км², уся площа — суходіл.

### Клімат
| Клімат : Айронвуд       | Клімат : Айронвуд | Клімат : Айронвуд | Клімат : Айронвуд | Клімат : Айронвуд | Клімат : Айронвуд | Клімат : Айронвуд | Клімат : Айронвуд | Клімат : Айронвуд | Клімат : Айронвуд | Клімат : Айронвуд | Клімат : Айронвуд | Клімат : Айронвуд | Клімат : Айронвуд |
| Показник                | Січ.              | Лют.              | Бер.              | Квіт.             | Трав.             | Черв.             | Лип.              | Серп.             | Вер.              | Жовт.             | Лист.             | Груд.             | Рік               |
| Абсолютний максимум, °C | 12,8              | 16,7              | 26,1              | 31,1              | 37,8              | 37,2              | 40,0              | 38,3              | 37,2              | 30,0              | 24,4              | 15,0              | 40,0              |
| Середній максимум, °C   | −6,5              | −3,8              | 2,0               | 9,9               | 17,2              | 22,2              | 24,5              | 23,6              | 18,8              | 11,3              | 2,7               | −4,3              | 9,9               |
| Середня температура, °C | −11,3             | −9,5              | −3,8              | 4,1               | 11,1              | 16,3              | 18,8              | 17,8              | 13,2              | 6,3               | −1,2              | −8,6              | 4,5               |
| Середній мінімум, °C    | −16,2             | −15,2             | −9,7              | −1,8              | 4,9               | 10,4              | 13,1              | 12,1              | 7,5               | 1,3               | −5,2              | −12,7             | −0,9              |
| Абсолютний мінімум, °C  | −40,6             | −40,6             | −36,7             | −24,4             | −10,6             | −3,9              | −0,6              | −1,1              | −6,1              | −16,7             | −27,8             | −37,8             | −40,6             |
| Норма опадів, мм        | 49                | 32                | 50                | 67                | 80                | 93                | 104               | 86                | 103               | 101               | 69                | 54                | 888               |
| ----------------------- | ----------------- | ----------------- | ----------------- | ----------------- | ----------------- | ----------------- | ----------------- | ----------------- | ----------------- | ----------------- | ----------------- | ----------------- | ----------------- |
| Джерело: NOAA           |                   |                   |                   |                   |                   |                   |                   |                   |                   |                   |                   |                   |                   |

## Демографія
Згідно з переписом 2010 року, у місті мешкало 5387 осіб у 2520 домогосподарствах у складі 1408 родин. Густота населення становила 324 особи/км².  Було 3175 помешкань (191/км²).
Расовий склад населення:
| - 96,0 % — білих - 1,1 % — корінних американців - 0,5 % — чорних або афроамериканців - 0,2 % — азіатів |

До двох чи більше рас належало 1,8 %. Частка іспаномовних становила 1,2 % від усіх жителів.
За віковим діапазоном населення розподілялося таким чином: 19,3 % — особи молодші 18 років, 59,0 % — особи у віці 18—64 років, 21,7 % — особи у віці 65 років та старші. Медіана віку мешканця становила 45,5 року. На 100 осіб жіночої статі у місті припадало 92,7 чоловіків;  на 100 жінок у віці від 18 років та старших — 91,6 чоловіків також старших 18 років.
Середній дохід на одне домашнє господарство  становив 37 556 доларів США (медіана — 26 611), а середній дохід на одну сім'ю — 44 574 долари (медіана — 41 420). Медіана доходів становила 33 375 доларів для чоловіків та 30 332 долари для жінок. За межею бідності перебувало 30,9 % осіб, у тому числі 56,1 % дітей у віці до 18 років та 14,6 % осіб у віці 65 років та старших.
Цивільне працевлаштоване населення становило 2087 осіб. Основні галузі зайнятості: освіта, охорона здоров'я та соціальна допомога — 22,9 %, виробництво — 18,4 %, роздрібна торгівля — 17,0 %.